# Teruaki Kobayashi
Teruaki Kobayashi (小林 久晃, Kobayashi Teruaki) est un footballeur japonais né le 20 juin 1979. Il évolue au poste de défenseur.

## Biographie
Teruaki Kobayashi joue principalement en faveur du Montedio Yamagata et du Vissel Kobe.